# Amerikaans-Samoa op de Olympische Zomerspelen 1996
Amerikaans-Samoa nam deel aan de Olympische Zomerspelen 1996 in Atlanta, Verenigde Staten. Net als tijdens de twee eerdere deelnames aan de Olympische Zomerspelen werden er geen medailles gewonnen.

## Deelnemers en resultaten
(m) = mannen, (v) = vrouwen 

### Atletiek
| Olympiër       | Discipline      | Resultaat | Prestatie            |
| -------------- | --------------- | --------- | -------------------- |
| Anthony Leiato | kogelstoten (m) | 34e       | kwalificatie: 13,02m |
| Lisa Misipeka  | kogelstoten (v) | 25e       | kwalificatie: 13,74m |

### Boksen
| Olympiër       | Discipline | Resultaat | Prestatie                          |
| -------------- | ---------- | --------- | ---------------------------------- |
| Maselino Masoe | -71kg (m)  | 17e       | 1e ronde: V van TUN Marmouri: 8-11 |

### Gewichtheffen
| Olympiër   | Discipline | Resultaat | Prestatie                                                  |
| ---------- | ---------- | --------- | ---------------------------------------------------------- |
| Eric Brown | -91kg (m)  | 22e       | trekken: 22e met 150kg stoten: 21e met 180kg totaal: 330kg |

### Worstelen
| Olympiër      | Discipline            | Resultaat | Prestatie                                                          |
| ------------- | --------------------- | --------- | ------------------------------------------------------------------ |
| Louis Purcell | -90kg vrije stijl (m) | 20e       | 1e ronde: V van LTU Pauliuonis: 0-11 2e ronde: V van BUL Baev: 0-4 |

### Zeilen
| Olympiër                       | Discipline  | Resultaat | Prestatie                                           |
| ------------------------------ | ----------- | --------- | --------------------------------------------------- |
| Fua Logo Tavui Robert Lowrance | Star klasse | 24e       | 177 punten (23, 23, 26, 24, 25, 25, 23, 12, 25, 22) |

Afghanistan · Albanië · Algerije · Amerikaanse Maagdeneilanden · Amerikaans-Samoa · Andorra · Angola · Antigua‑Barbuda · Argentinië · Armenië · Aruba · Australië · Azerbeidzjan · Bahama's · Bahrein · Bangladesh · Barbados · België · Belize · Benin · Bermuda · Bhutan · Bolivia · Bosnië en Herzegovina · Botswana · Brazilië · Britse Maagdeneilanden · Brunei · Bulgarije · Burkina Faso · Burundi · Cambodja · Canada · Centraal-Afrikaanse Republiek · Chili · China · Chinees Taipei · Colombia · Comoren · Congo-Brazzaville · Cookeilanden · Costa Rica · Cuba · Cyprus · Denemarken · Djibouti · Dominica · Dominicaanse Republiek · Duitsland · Ecuador · Egypte · El Salvador · Equatoriaal-Guinea · Estland · Ethiopië · Fiji · Filipijnen · Finland · Frankrijk · Gabon · Gambia · Georgië · Ghana · Grenada · Griekenland · Groot-Brittannië · Guam · Guatemala · Guinee · Guinee-Bissau · Guyana · Haïti · Honduras · Hongarije · Hongkong · Ierland · IJsland · India · Indonesië · Irak · Iran · Israël · Italië · Ivoorkust · Jamaica · Japan · Jemen · Joegoslavië · Jordanië · Kaaimaneilanden · Kaapverdië · Kameroen · Kazachstan · Kenia · Kirgizië · Koeweit · Kroatië · Laos · Lesotho · Letland · Libanon · Liberia · Libië · Liechtenstein · Litouwen · Luxemburg ·  Macedonië · Madagaskar · Malawi · Malediven · Maleisië · Mali · Malta · Marokko · Mauritanië · Mauritius · Mexico · Moldavië · Monaco · Mongolië · Mozambique · Myanmar · Namibië · Nauru · Nederland · Nederlandse Antillen · Nepal · Nicaragua · Nieuw-Zeeland · Niger · Nigeria · Noord-Korea · Noorwegen · Oeganda · Oekraïne · Oezbekistan · Oman · Oostenrijk · Pakistan · Palestina · Panama · Papoea-Nieuw-Guinea · Paraguay · Peru · Polen · Portugal · Puerto Rico · Qatar · Roemenië · Rusland · Rwanda · Saint Kitts en Nevis · Saint Lucia · Saint Vincent en Grenadines · Salomonseilanden · Samoa · San Marino · Sao Tomé en Principe · Saoedi-Arabië · Senegal · Seychellen · Sierra Leone · Singapore · Slovenië · Slowakije · Soedan · Somalië · Spanje · Sri Lanka · Suriname · Swaziland · Syrië · Tadzjikistan · Tanzania · Thailand · Togo · Tonga · Trinidad en Tobago · Tsjaad · Tsjechië · Tunesië · Turkije · Turkmenistan · Uruguay · Vanuatu · Venezuela · Verenigde Arabische Emiraten · Verenigde Staten · Vietnam · Wit-Rusland · Zaïre · Zambia · Zimbabwe · Zuid-Afrika · Zuid-Korea · Zweden · Zwitserland